# Острови Петра
Острови́ Петра́ (рос. острова Петра) — група невеликих прибережних островів у морі Лаптєвих. Розташовані біля східного узбережжя півострова Таймир. Територіально належить до Красноярського краю, Росія.
Площа островів становить приблизно 300 км². Рельєф рівнинний, максимальна висота — 17 м (Північний острів).
Клімат арктичний, море навколо більшу частину зими вкрите льодом і навіть влітку утворюється паковий лід. Завдяки цьому тварини легко проходять з материка.
Архіпелаг складається з 3 груп, до яких відносяться 1 великий, 4 середніх та 17 дрібних островів:
- Північна група — 11 островів, зокрема Бар'єрна коса, Безіменний, Волноломний, Зустрічей, Північний, Серпастий
- Південна група — 10 островів, зокрема Багатомисний, Бар'єрні, Гола коса, Клешня, Південний
- Дощовий острів — 1 острів

Острови були відкриті В. В. Прончищевим в 1736 році.